# Jules Destrooper

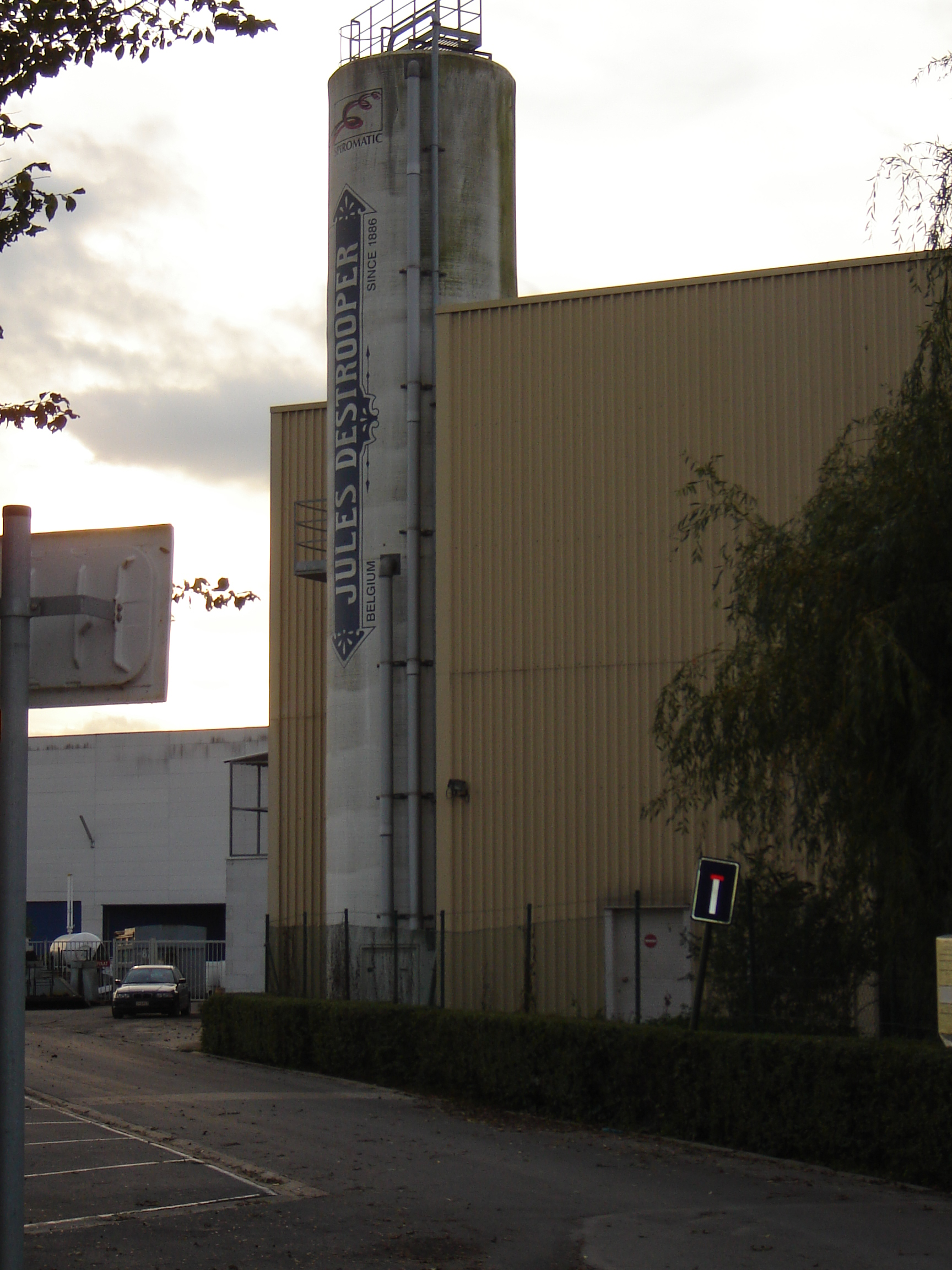
Koekjesfabriek Destrooper in Lo

Jules Destrooper is een Belgisch bedrijf dat koekjes maakt. Het bedrijf werd door Jules Destrooper opgericht op 8 augustus 1885 in het West-Vlaamse stadje Lo. Het is vooral bekend om de typische natuurboter wafeltjes, de lukken, genoemd naar de gelukswafels die traditioneel in West-Vlaanderen rond nieuwjaar gebakken worden. De onderneming is sinds 1999 hofleverancier. Bij het begin van de 21e eeuw produceerde het twintig ton koekjes per dag. Driekwart van de productie werd uitgevoerd, naar vijfenzeventig landen.
Jules Destrooper, een bakker en handelaar in koloniale goederen, richtte Biscuiterie Jules Destrooper op in 1886. Hij kende veel succes met zijn amandelkoekjes. Hij won een gouden medaille op de Parijse tentoonstelling van 1911 bij de voedingsbeurs voor zijn "amandelbrood". In 1956 nam de derde generatie (Jean en Hubert Destrooper) de Brusselse koekjesfabrikant R. Van Loo over, bekend voor zijn 'Petits Sujets'. De vierde generatie, met twee zonen van Hubert, namelijk Patriek en Peter Destrooper, vergrootte vanaf 1984 het aanbod. Omdat de fabriek in het stadscentrum van Lo te klein werd, kwam er in 1987 een vestiging op de industriezone Ieperlee-kanaal in Ieper. In Lo werden vooral de lukken en Parijse wafels gebakken; andere koekjes maakte men in Ieper.
In 2006 kreeg men het officieel keurmerk 'streekproduct' uit de Westhoek van het Vlaams Centrum voor Agro- en Visserijmarketing (VLAM) voor de traditionele lukken.

## Overnames
In april 2015 werd koekjesfabrikant Jules Destrooper overgenomen door de familiale holding GT&CO van de Belgische familie Vandermarliere. Deze is onder meer eigenaar van het sigarenmerk J. Cortès uit Moen. Een overnameprijs werd niet bekendgemaakt. Met de overname komt een andere CEO aan het hoofd, waardoor de familie Destrooper niet langer aan het hoofd staat van de firma. In oktober 2016 nam dit bedrijf zelf een ander koekjesbedrijf over, namelijk D&O. Dit bedrijf werd ook opgericht door een Destrooper, een verre neef van de oprichters van Jules Destrooper.

## Verhuis
In januari 2019 werd bekendgemaakt dat de volledige productie van Lo naar Ieper verhuist. In Ieper bakte men al koekjes met chocolade, Florentines, amandelbrood en speculoos. In de zomer van 2019 verhuisden de boterwafels, Parijse wafels en kletskoppen naar Ieper waar een nieuwe bakkerij was ingericht. De fabriek in Lo dient nog voor opslag, proefbakkerij en bezoekerscentrum.